# El lleig
El lleig (títol original: The Ugly) és una pel·lícula neozelandesa dirigida per Scott Reynolds, estrenada l'any 1997. Ha estat doblada al català.

## Argument
Dos infermers acompanyen un pacient amb caputxa a una sala per ser interrogat pel Dr. Karen Schumaker. El metge demana a Simon Cartwright explicar la seva infantesa fins als homicidis que ha comés.

## Repartiment
- Paolo Rotondo: Simon Cartwright
- Rebecca Hobbs: Dr. Karen Schumaker
- Jennifer Ward-Lealand: Evelyn Cartwright
- Roy Ward: Dr. Marlowe
- Vanessa Byrnes: Julie, amb 25 anys
- Paul Glover: Phillip
- Christopher Graham: Robert
- Jon Brazier: Frank
- Sam Wallace: Simon, als 13 anys
- Beth Allen: Julie, als 13 anys

## Premis i nominacions
Premis
- 1997: Sitges - Festival Internacional de Cinema de Catalunya, Scott Reynolds (Millor director)
- 1997: Festival Internacional de cinema fantàstic de Puchon, Scott Reynolds (premi Citizen's Choice)
- 1997: Premi de cinema i TV de Nova Zelanda, Richard Taylor, Grant Major
- 1997: Fantafestival, Paolo Rotondo (millor actor)
- 1998: Fantasporto, Premi Internacional de cinema de Fantasia, Rebecca Hobbs (millor actriu), Scott Reynolds

Nominacions
- 1997: Sitges - Festival Internacional de cinema de Catalunya, Scott Reynolds (Millor film)
- 1999: Premis Saturn, Best Home Video Release

## Al voltant de la pel·lícula
- Músiques: Supergroove, Five Word Headline; Crash, Knife
- Crítica:"Armada com un puzle, és un llarg i intens interrogatori a un psicòpata. Passa del thriller gore al terror implacable. Film imperfecte, de guió relliscós, novatades i altes pretensions"[3]